# Stefanie Hinz
Stefanie Hinz (* 9. Juni 1972 in Neumünster) ist eine deutsche Verwaltungsjuristin. Seit 2020 ist sie die erste Landespolizeipräsidentin von Baden-Württemberg.

## Leben

### Ausbildung
Hinz schloss das Abitur 1991 ab und war danach in den Jahren 1991 und 1992 im Rahmen eines Auslandsaufenthalts in Vancouver. Anschließend ging sie von 1992 bis 2001 einem Studium der Mittleren und Neueren Geschichte, Politikwissenschaft und des Öffentlichen Rechts an der Universität Heidelberg nach, welches sie mit einer Promotion beendete. Zudem studierte sie von 1993 bis 1999 Rechtswissenschaften an der Universität Heidelberg. Sie legte das erste Staatsexamen 1999 ab und machte von 2001 bis 2003 das Referendariat am Landgericht Stuttgart und die Wahlstation bei der Landesvertretung Baden-Württemberg in Brüssel, sodass sie 2003 das zweite Staatsexamen ablegte.

### Laufbahn
Hinz trat 2004 als Justiziarin im Informatikzentrum Landesverwaltung Baden-Württemberg in den öffentlichen Dienst ein. Im Jahr 2005 wechselte sie als persönliche Referentin des Regierungspräsidenten Udo Andriof (CDU) zum Regierungspräsidium Stuttgart. Im Jahr 2007 trat Andriof in den Ruhestand ein und Johannes Schmalzl (FDP) wurde sein Nachfolger. Hinz war seitdem von 2007 bis 2011 als Referentin in der Zentralstelle des Innenministeriums Baden-Württemberg tätig. Im Juli 2011 stieg sie zur stellvertretenden Hauptgeschäftsführerin beim Städtetag Baden-Württemberg auf und übernahm im Januar 2018 als Ministerialdirigentin die Leitung der Abteilung für Strategie, Recht, Europa und Außenwirtschaft im baden-württembergischen Ministerium für Wirtschaft, Arbeit und Wohnungsbau.
Am 1. Januar 2020 wurde Hinz unter Innenminister Thomas Strobl (CDU) zur Nachfolgerin des pensionierten Polizeipräsidenten Gerhard Klotter. Sie ist damit die erste Landespolizeipräsidentin in der Geschichte der Polizei des Landes Baden-Württemberg.